# Saint-Victor-en-Marche
Saint-Victor-en-Marche ist eine Gemeinde in Frankreich. Sie gehört zur Region Nouvelle-Aquitaine, zum Département Creuse, zum Arrondissement Guéret und zum Kanton Guéret-2. Sie grenzt im Norden an Saint-Léger-le-Guérétois, im Osten und im Südosten an La Chapelle-Taillefert, im Süden an Saint-Éloi und Azat-Châtenet und im Westen an Montaigut-le-Blanc und Saint-Silvain-Montaigut.

## Bevölkerungsentwicklung
| Jahr      | 1962 | 1968 | 1975 | 1982 | 1990 | 1999 | 2008 | 2018 |
| --------- | ---- | ---- | ---- | ---- | ---- | ---- | ---- | ---- |
| Einwohner | 425  | 410  | 343  | 322  | 297  | 368  | 362  | 368  |

## Sehenswürdigkeiten
- Château de la Villate-Billon
- Romanische Brücke über die Gartempe
- Kirche Saint-Victor aus dem 18. Jahrhundert